# 바스라

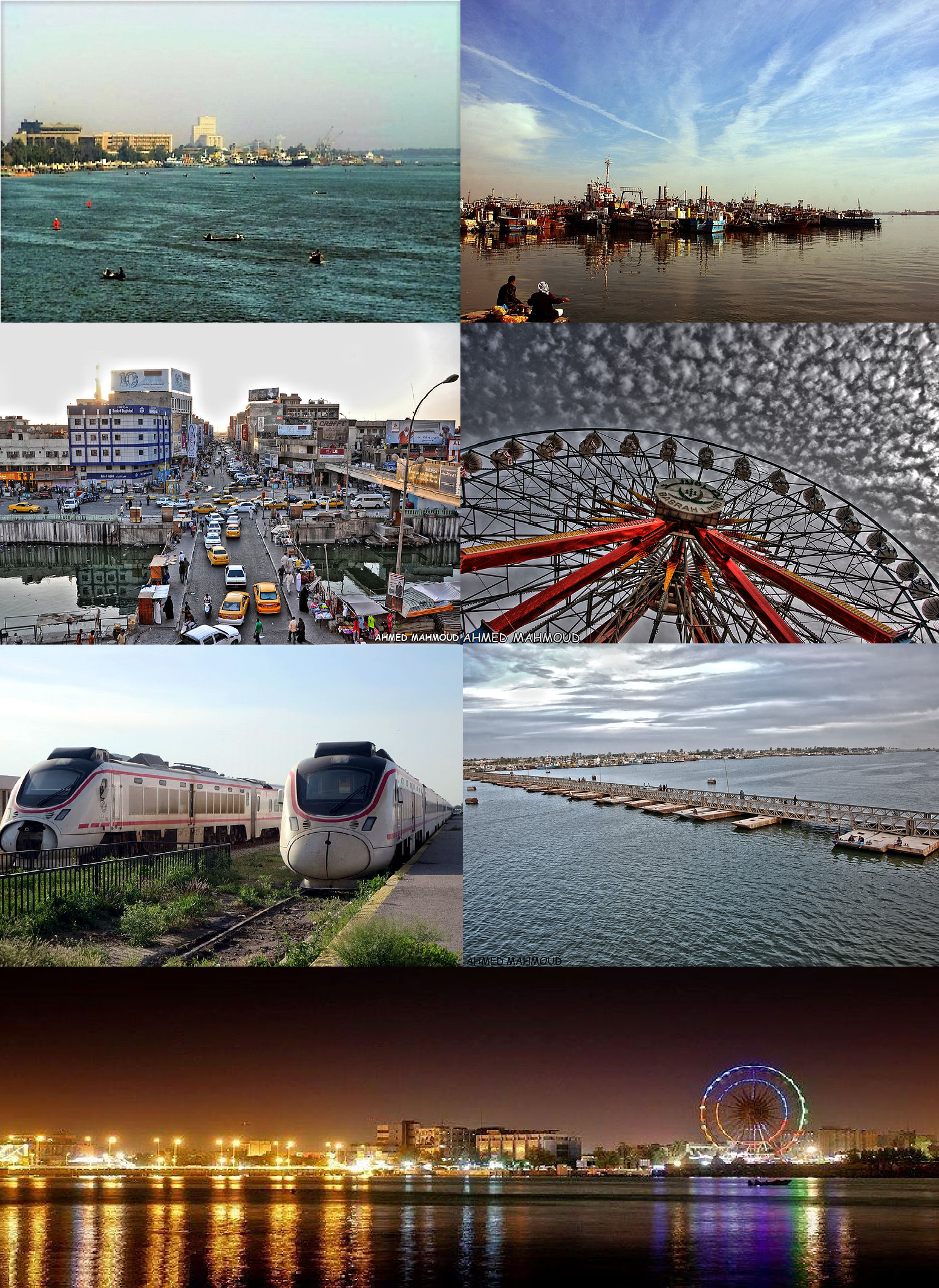

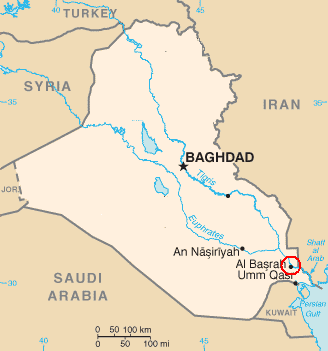
바스라의 위치

바스라(아랍어: البصرة 알바스라[*])는 이라크 남부의 중심으로 이라크 제3의 도시이다. 무역항이며 시내에 운하망이 있다. 바스라 주의 주도이다.
2012년 기준 인구 250만 명으로 추정된다.
초기 이슬람 역사에서 중요한 역할을 했으며 636년에 지어졌다. 2017년 4월 이라크 의회는 바스라를 이라크의 경제 수도로 인정했다.

## (2003~07) 이라크 전쟁과 미국의 점령기
2003년 3월부터 5월까지 바스라 외곽은 2003년 이라크 침공에서 가장 치열한 전투의 현장이었다. 제7기갑여단이 이끄는 영국군은 2003년 4월 6일 바스라를 점령했다. 이 도시는 2003년 이라크 침공 당시 미국과 영국의 첫 공습지였다.
2004년 4월 21일 연쇄 폭탄테러가 발생해 74명이 사망했다. 영국군 사령부 산하의 다국적군은 이 시기 바스라 주와 주변 지역에서 치안 및 안정 임무를 수행했다. 바스라를 중심으로 한 정치단체들은 이라크 수니파와 보다 세속적인 쿠르드족의 반대에도 불구하고 이미 이라크 정부에서 집권하고 있는 정당들과 밀접한 관계를 맺고 있는 것으로 보도되었다. 
2005년 1월에 치러진 선거에서는 급진주의 정치인들이 이슬람 원리주의 정당들의 지지를 받아 당선되었다.
2005년 8월 2일, 도시의 부패와 민병대 활동을 조사하고 보도해 온 미국인 기자 스티븐 빈센트가 납치되어 살해되었다.
2005년 9월 19일 아랍 민간인 복장과 머리장식으로 위장한 영국군 2명이 도로 봉쇄에서 저지된 후 이라크 경찰에게 발포해 최소 1명이 사망했다. 두 군인이 체포된 후, 영국군은 그들을 구출하기 위해 감금되어 있던 감옥을 급습하여 이라크 보안군 여러 명을 사살했다.
영국군은 침공 4년 반 만인 2007년 이라크 당국에 바스라 주의 통제권을 이양했다. BBC는 현지 주민들을 대상으로 여론을 조사한 결과 86%의 주민들이 2003년 이후 영국군의 주둔이 이 지역에 전반적으로 부정적인 영향을 미쳤다고 생각하는 것으로 나타났다.
압둘 잘릴 칼라프 소장은 민병대를 떠맡는 임무를 띠고 중앙정부에 의해 경찰서장으로 임명되었다. 그는 민병대가 일삼는 여성대상 범죄에 대해 거리낌없이 반대했다. BBC방송과의 인터뷰에서 그는 민병대와 맞서려는 그의 결심이 거의 매일 암살 시도로 이어졌다고 토로했다.이것은 그가 민병대에 대해 심각하다는 뜻으로 받아들여졌다.

## 경제
이 도시는 샤트 알-아랍 수로를 따라 위치해 있으며, 페르시아만에서 55km, 이라크의 수도인 바그다드에서 545km 떨어져 있다. 바스라의 경제는 석유 산업에 크게 의존하고 있다. 이라크는 1150억 배럴(18.3×109m3) 이상으로 추정되는 세계 4위의 석유 매장량을 보유하고 있다. 이라크의 최대 유전 중 일부는 이 지방에 위치해 있으며, 이라크의 석유 수출 대부분은 알 바스라 석유 터미널에서 떠난다. 사우스 오일 회사는 바스라에 본사를 두고 있다.
바스라의 실질적인 경제 활동은 남부 비료 회사와 석유화학공업 주식회사(SCPI)를 포함하는 석유화학 산업을 중심으로 이루어지고 있다. Southern Fertilizer Company는 암모니아 용액, 우레아, 질소 가스를 생산하는 반면, SCPI는 에틸렌, 가성/염화비닐 모노머(VCM), 폴리비닐 염화물(PVC), 저밀도 폴리에틸렌, 고밀도 폴리에틸렌과 같은 제품에 초점을 맞추고 있다.
바스라는 쌀, 옥수수, 보리, 진주 밀, 밀, 대추, 가축을 포함한 주요 생산물이 있는 비옥한 농업 지역에 있다. 오랫동안, 바스라는 그것의 날짜의 우수한 품질로 알려져 있었다. 바스라는 1960년대에 그것의 설탕 시장으로 알려져 있었다. 그것은 영국 계약법 사례 헤론 II [1969] 1 AC 350에서 크게 고려된 사실이다.
선박, 물류, 운송도 바스라의 주요 산업이다. 바스라에는 이라크의 6개 항구가 모두 주둔하고 있으며, Umm Qasr는 22개의 플랫폼이 있는 주요 심해 항구로서, 그 중 일부는 특정 상품(황산, 종자, 윤활유 등) 전용이다. 나머지 5개 포트는 규모가 작고 전문성이 더 좁다. 석유 붐이 일어나기 이전에는 어업이 중요한 산업이었다. 이 도시에는 또한 국제 공항이 있으며, 이라크 항공사와 함께 바그다드로 운항하고 있다.

## 기후
바스라의 기후는 매우 덥고 건조하기 때문에 여름이 되면 섭씨 50도가 넘는 더위를 발생한 적이 있고 1921년 7월 8일에 섭씨 58도를 기록한 적이 있다.
| 바스라의 기후                                      | 바스라의 기후 | 바스라의 기후 | 바스라의 기후 | 바스라의 기후 | 바스라의 기후 | 바스라의 기후 | 바스라의 기후 | 바스라의 기후 | 바스라의 기후 | 바스라의 기후 | 바스라의 기후 | 바스라의 기후 | 바스라의 기후 |
| 월                                                 | 1월           | 2월           | 3월           | 4월           | 5월           | 6월           | 7월           | 8월           | 9월           | 10월          | 11월          | 12월          | 연간          |
| -------------------------------------------------- | ------------- | ------------- | ------------- | ------------- | ------------- | ------------- | ------------- | ------------- | ------------- | ------------- | ------------- | ------------- | ------------- |
| 역대 최고 기온 °C (°F)                             | 34 (93)       | 29 (84)       | 39 (102)      | 42 (108)      | 48 (118)      | 51 (124)      | 53.8 (128.8)  | 51 (124)      | 49 (120)      | 43 (109)      | 37 (99)       | 30 (86)       | 53.8 (128.8)  |
| 일평균 최고 기온 °C (°F)                           | 17.7 (63.9)   | 20.0 (68.0)   | 24.5 (76.1)   | 30.6 (87.1)   | 36.8 (98.2)   | 39.7 (103.5)  | 41.3 (106.3)  | 41.8 (107.2)  | 39.9 (103.8)  | 34.9 (94.8)   | 27.1 (80.8)   | 20.3 (68.5)   | 31.2 (88.2)   |
| 일일 평균 기온 °C (°F)                             | 12.2 (54.0)   | 14.2 (57.6)   | 18.3 (64.9)   | 23.9 (75.0)   | 30.2 (86.4)   | 32.9 (91.2)   | 34.3 (93.7)   | 33.9 (93.0)   | 31.2 (88.2)   | 26.4 (79.5)   | 20.4 (68.7)   | 14.5 (58.1)   | 24.4 (75.9)   |
| 일평균 최저 기온 °C (°F)                           | 6.8 (44.2)    | 8.4 (47.1)    | 12.2 (54.0)   | 17.2 (63.0)   | 23.6 (74.5)   | 26.2 (79.2)   | 27.4 (81.3)   | 26.1 (79.0)   | 22.6 (72.7)   | 18.0 (64.4)   | 13.7 (56.7)   | 8.7 (47.7)    | 17.6 (63.7)   |
| 역대 최저 기온 °C (°F)                             | −4.7 (23.5)   | −4 (25)       | 1.9 (35.4)    | 2.8 (37.0)    | 8.2 (46.8)    | 18.2 (64.8)   | 22.2 (72.0)   | 20 (68)       | 13.1 (55.6)   | 6.1 (43.0)    | 1 (34)        | −2.6 (27.3)   | −4.7 (23.5)   |
| 평균 강수량 mm (인치)                              | 31 (1.2)      | 21 (0.8)      | 19 (0.7)      | 17 (0.7)      | 5 (0.2)       | 0 (0)         | 0 (0)         | 0 (0)         | 0 (0)         | 3 (0.1)       | 23 (0.9)      | 33 (1.3)      | 152 (5.9)     |
| 평균 강우일수                                      | 6             | 5             | 5             | 4             | 2             | 0             | 0             | 0             | 0             | 1             | 4             | 5             | 32            |
| 평균 월간 일조시간                                 | 186           | 198           | 217           | 248           | 279           | 330           | 341           | 310           | 300           | 279           | 210           | 186           | 3,084         |
| 평균 일일 일조시간                                 | 6             | 7             | 7             | 8             | 9             | 11            | 11            | 10            | 10            | 9             | 7             | 6             | 8             |
| 출처 1: Climate-Data.org                           |               |               |               |               |               |               |               |               |               |               |               |               |               |
| 출처 2: Weather2Travel for rainy days and sunshine |               |               |               |               |               |               |               |               |               |               |               |               |               |